# Gabinet Henry’ego Addingtona

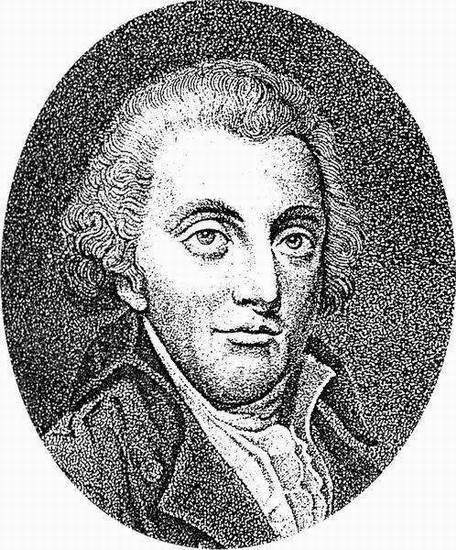
Henry Addington, premier, pierwszy lord skarbu, kanclerz skarbu

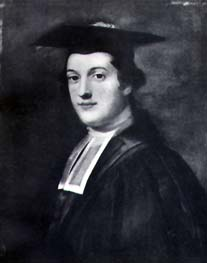
Książę Portland, minister spraw wewnętrznych, lord przewodniczący Rady

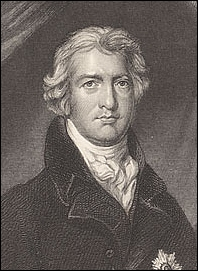
Baron Hawkesbury, minister spraw zagranicznych

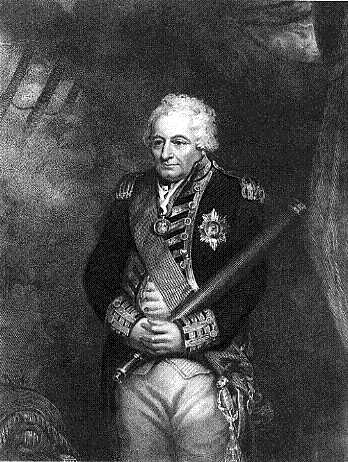
Hrabia St Vincent, pierwszy lord Admiralicji

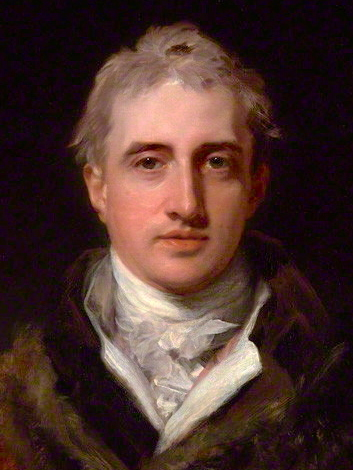
Wicehrabia Castlereagh, przewodniczący Rady Kontroli

Henry Addington stał na czele brytyjskiego gabinetu od 17 marca 1801 do 10 maja 1804 r.

## Skład gabinetu
| Urząd                                        | Imię i nazwisko                                                                                    | Kadencja                 |
| -------------------------------------------- | -------------------------------------------------------------------------------------------------- | ------------------------ |
| Premier Pierwszy lord skarbu Kanclerz skarbu | Henry Addington                                                                                    | 1801–1804                |
|                                              | |                          |
| Lord kanclerz                                | John Scott, 1. baron Eldon                                                                         | 1801–1804                |
| Lord przewodniczący Rady                     | John Pitt, 2. hrabia Chatham William Cavendish-Bentinck, 3. książę Portland                        | 1801 1801–1804           |
| Generał artylerii                            | John Pitt, 2. hrabia Chatham                                                                       | 1801–1804                |
| Lord tajnej pieczęci                         | John Fane, 10. hrabia Westmorland                                                                  | 1801–1804                |
| Minister spraw wewnętrznych                  | William Cavendish-Bentinck, 3. książę Portland Thomas Pelham, 2. baron Pelham Charles Philip Yorke | 1801 1801–1803 1804–1804 |
| Minister spraw zagranicznych                 | Robert Jenkinson, 2. baron Hawkesbury                                                              | 1801–1804                |
| Minister wojny i kolonii                     | Robert Hobart, lord Hobart                                                                         | 1801–1804                |
| Pierwszy lord Admiralicji                    | John Jervis, 1. hrabia St Vincent                                                                  | 1801–1804                |
| Przewodniczący Zarządu Handlu                | Charles Jenkinson, 1. hrabia Liverpool                                                             | 1801–1804                |
| Przewodniczący Rady Kontroli                 | George Legge, 3. hrabia Dartmouth Robert Stewart, wicehrabia Castlereagh                           | 1801–1802 1802–1804      |